# Тегернзе
Тегернзе (на немски: Tegernsee) е езеро на ок. 50 km южно от Мюнхен в Баварските Алпи, Германия. Има площ от 8,9 km², дължина 5,72 km и ширина 2,15 km, с най-голямата дълбочина от 72,6 m.
Тегернзе е известен курорт.

## Галерия
- Тегернзе